# 下巴西尼亚克
下巴西尼亚克（法語：Bassignac-le-Bas，法語發音：[basiɲak lə ba]）是法国科雷兹省的一个市镇，属于蒂勒区。

## 地理
下巴西尼亚克（45°1'9"N, 1°51'10"E）面积12.29 平方千米，位于法国新阿基坦大区科雷兹省，该省份为法国中南部省份，北起上维埃纳省和克勒兹省，西接多爾多涅省，南至洛特省，东临多姆山省和康塔爾省。
与下巴西尼亚克接壤的市镇（或旧市镇、城区）包括：阿尔蒂亚克、舍纳耶-马谢、多尔多涅河畔蒙索、雷加德、多尔多涅河畔博略。

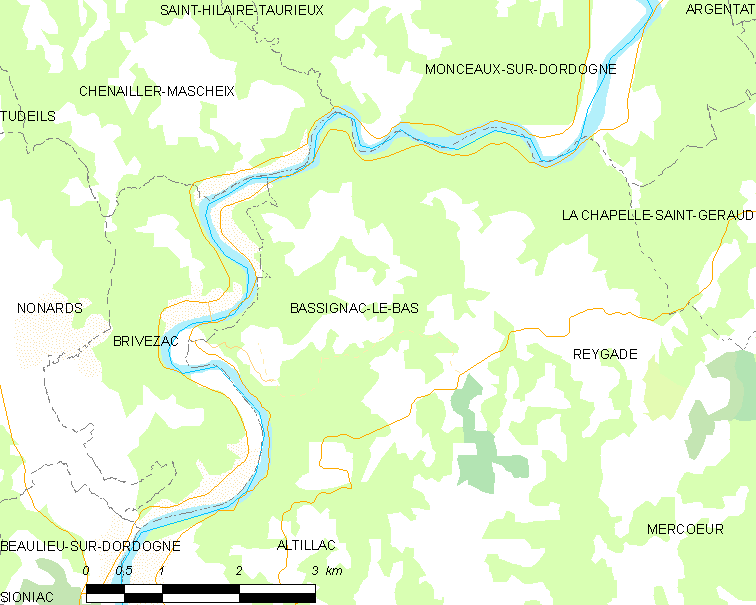
下巴西尼亚克的OSM定位图

下巴西尼亚克的时区为UTC+01:00、UTC+02:00（夏令时）。

## 行政
下巴西尼亚克的邮政编码为19430，INSEE市镇编码为19017。

## 政治
下巴西尼亚克所属的省级选区为多尔多涅河畔阿让塔县。

## 人口

1962-2008年间下巴西尼亚克人口变化图示

下巴西尼亚克于2022年1月1日时的人口数量为82人。